# Adenandra
Genre
Classification phylogénétique
Adenandra est un genre de 58 espèces de plantes à fleurs de la famille des Rutaceae. 
Le genre, originaire d'Afrique du Sud et apparenté au genre Citrus, a des glandes à huile dans ses feuilles qui lui donnent une odeur agréable.
Le nom d’Adenandra dérive du grec Aden, une glande; ander = un homme. 
Les feuilles sont très petites et sessiles ou subsessiles. Les fleurs ont cinq pétales et sont de couleur rose ou blanche. 
Les Adenandras sont cultivés comme plante ornementale pour leur feuillage et leur parfum.

## Quelques espèces
- Adenandra acuminata
- Adenandra acuta
- Adenandra alba
- Adenandra alternifolia
- Adenandra amoena
- Adenandra bartlingiana
- Adenandra biseriata
- Adenandra villosa